# Festa da Polenta
La Fiesta de la Polenta (en portugués, Festa Da Polenta; en italiano, Festa della Polenta) es un evento que se celebra anualmente en Venda Nova do Imigrante, Brasil, desde 1979, y gira en torno a la polenta y otras costumbres que son herencia de la cultura italiana, ya que este municipio fue poblado con inmigrantes provenientes de Italia. Tiene lugar entre la primera y la segunda semana de octubre.
El evento está promovido por la Associação Festa da Polenta (AFEPOL), y cuenta con diversas actividades, como conciertos de música, bailes y desfiles tradicionales, la elección de una «miss» (Polenta Queen), almuerzos y el «tombo da polenta», que no es más que una cazuela gigante con tonelada y media de polenta. El tombo se cocina durante casi 5 h frente al público, después se vierte en una gran bandeja al son de La Bella Polenta, el himno de la fiesta. Finalmente, se reparte entre los asistentes.
Este evento de Venda Nova ha dado lugar a Festas Da Polenta en otros lugares del país donde hay colonos italianos. Por ejemplo, la Festa da Polenta de Santa Olímpia (desde 1991), en el estado de São Paulo, o la Festa da Polenta de Joinville (1994), en Santa Catarina.